# 尤曾家麗
尤曾家麗，GBS，JP（Carrie Yau，1955年6月4日—），本名曾家麗，前香港公務員，政務官出身，曾任資訊科技及廣播局局長、衛生福利及食物局及民政事務局常任秘書長，退休後出任香港職業訓練局執行幹事。

## 簡歷
尤曾家麗畢業於香港大學，在學期間曾經擔任青年文學獎幹事，獲社會科學學士學位，1977年加入政務職系。
1977年加入香港政府，任職政務主任，先後從事保安、屋宇及地政、教育及人力統籌和運輸等多個主要政策範疇的工作。1994年及1995年在布政司辦公室擔任政府發言人。1995年至1997年出任副保安司，負責香港主權移交時的保安及軍方交接事宜。1997年至2000年獲委任為行政署長。2000年至2002年再獲委任為資訊科技及廣播局局長，為當時最年輕的署長及決策局局長。2002年7月至2006年4月出任衛生福利及食物局唯一的常任秘書長。當時該局是香港特別行政區政府轄下規模最大的決策局之一。2006年5月至2007年6月任衛生福利及食物局常任秘書長(食物及環境衞生)，其間成立了食物安全中心，以加強食物方面的監察、風險評估和整體規管機制。該中心現為監管食物安全的重要機構。2007年7月起獲委任為民政事務局常任秘書長，負責西九龍文娛藝術區發展計劃和2008年北京奧運會馬術比賽兩個大型文化體育項目的工作。其他政策範疇包括青年發展、公民教育及國民教育推廣、文化藝術、康樂體育、社會企業、地方行政發展、社區建設、宗教、娛樂事務牌照、法律援助、大廈管理和賭博等多項政策事宜。曾任職香港特別行政區政府政務主任招聘委員會主席。
2010年4月退休並離開公務員隊伍。2012年9月6日獲政府批准，被職業訓練局委任為執行幹事，2013年1月1日生效。
尤太多次負責統籌外國元首及政要訪港的工作，以及籌辦國際活動(例如國際電信聯盟2000年亞洲電信展以及2001年全球婦女高峰會議)。
尤太是香港政務主任協會2004至2005年度的主席，也是北京大學國情研習班校友會首任主席(2007年)。

## 個人生活
尤曾家麗丈夫尤迪桓是清末「四大寇」之一尢列曾孫。2002年家翁尤嘉博病逝後，她跟丈夫接手校對《尢列集》，引起其對家族史的興趣。受此影響，尤太在2009年以《尢列與辛亥革命》為題完成香港大學中國歷史研究文科碩士學位。她其後擔任課程同學會2018-2020年度執委會成員。

## 榮譽
- 金紫荊星章（G.B.S.）（香港2010年度授勳及嘉獎名單；2010年7月1日）[8]
- 非官守太平紳士（J.P.）（2011年7月1日）[9]
- 官守太平紳士（J.P.）（1994年3月23日－2010年）[10]
- 英國紐卡素洛森比亞大學民法學榮譽博士[11]
- 英國雪菲爾哈倫大學教育榮譽博士[11]
- 英國華威大學工業院士[12]